# Måløv Station
Måløv Station er en S-togsstation på Frederikssundbanen, der ligger i Måløv. Stationen består af to spor med hver sin perron. Ved perronen mod Frederikssund ligger den tidligere stationsbygning, der blev tegnet af Simon Peter Christian Bendtsen til åbningen af stationen og banen i 1879.
Stationen ligger i takstzone 53.

## Busterminal
Busterminalen består af tre stoppesteder og følgende buslinjer:
- 152 mod Værløse, Ryetvej
- 153 mod Værløse, Ryetvej
- 158 mod Kildedal st.
- 147 mod Ballerup st.
- 157 mod Ballerup st.
- 163 mod Veksø st.
- 835, servicebus for Ballerup Kommune vest.

## Antal rejsende
Ifølge Østtællingen var udviklingen i antallet af dagligt afrejsende til 1989 med lokaltog, derefter med S-tog:
| År   | Antal | År   | Antal | År   | Antal | År   | Antal |
| ---- | ----- | ---- | ----- | ---- | ----- | ---- | ----- |
| 1957 | -     | 1974 | -     | 1991 | 1.726 | 2001 | 1.690 |
| 1960 | -     | 1975 | -     | 1992 | 1.699 | 2002 | 1.744 |
| 1962 | -     | 1977 | -     | 1993 | 1.741 | 2003 | 1.792 |
| 1964 | -     | 1979 | -     | 1995 | 1.676 | 2004 | 1.959 |
| 1966 | -     | 1981 | -     | 1996 | 1.728 | 2005 | 1.824 |
| 1968 | -     | 1984 | 371   | 1997 | 1.722 | 2006 | 1.911 |
| 1970 | -     | 1987 | 248   | 1998 | 1.624 | 2007 | 2.303 |
| 1972 | -     | 1990 | 1.438 | 2000 | 1.794 | 2008 | 2.494 |

## Galleri
- Den tidligere stationsbygning.
- Det tidligere pakhus.
- Ventesal på perronen mod København.
- Cykelparkering på Søndergårds Torv.
- Cykelparkering og trapper ved Måløv Stationsplads.
- S-tog ved perron.